# Prova teorica per il conseguimento della patente di guida in Italia

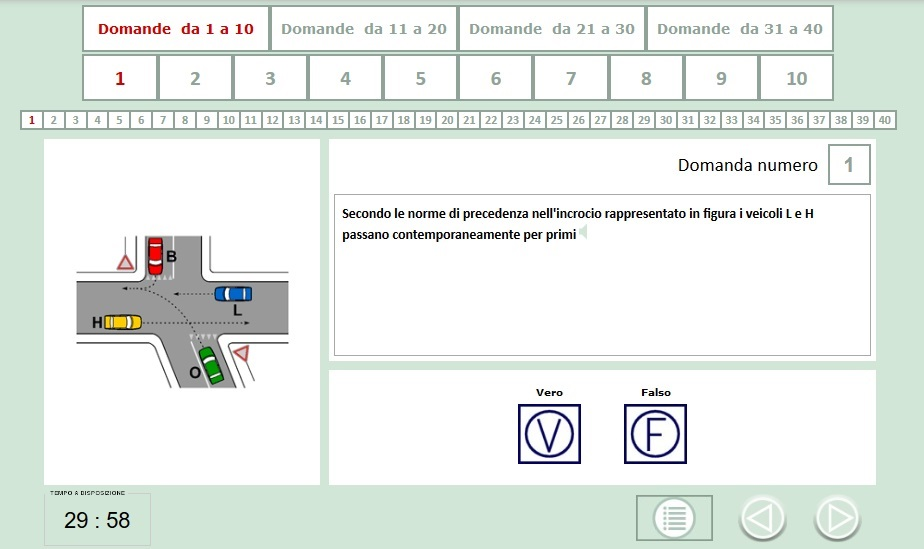
Esempio di una scheda d'esame. Si tratta di una scheda d'esame delle patenti A e B anteriore al 2021 vista la presenza di 40 domande e non di 30 come avviene dal 2022

La prova teorica per il conseguimento della patente di guida consiste in un esame finalizzato all'ottenimento dell'autorizzazione ad esercitarsi alla guida, che deve essere sostenuto da chi richiede di conseguire una patente di guida italiana.
Per conseguimento delle patenti di guida delle categorie A1, A2, A, B1, B, BE, occorre sostenere una prova teorica informatizzata basata su appositi quiz atti a dimostrare la conoscenza della segnaletica, delle norme di comportamento e di tutte le nozioni indicate nel programma d'esame, come previsto dalla direttiva comunitaria 2000/56/CE recepita dal Decreto Ministeriale 30/9/2003 n. 40/T. Gli esami teorici per il conseguimento delle patenti si svolgono mediante l'utilizzo di supporto informatico, così come gli esami di revisione delle patenti delle categorie A e B.

## Esame informatizzato fino al 2010
Sino al 31 dicembre 2010, il questionario conteneva dieci parti con tre quesiti ciascuna, per un totale di 30 domande. Le risposte ai 3 quesiti di ogni parte potevano essere tutte vere, due vere ed una falsa, due false ed una vera oppure tutte e tre false. La compilazione dei quesiti avveniva toccando l'opzione ritenuta corretta sopra un dispositivo informatico. Le risposte non date venivano considerate come errate. Si potevano commettere non più di quattro errori (il quinto errore comportava la bocciatura).

## Esame informatizzato dal 2011 al 2021
Nel gennaio 2011 è entrata in vigore una nuova tipologia d'esame informatizzato: sono stati abbandonati i blocchi di 3 quesiti in favore di singole proposizioni, che occorreva indicare come vere oppure false. L'esame era articolato in 40 domande estrapolate casualmente da un database di 25 capitoli, di cui 15 riguardanti gli aspetti di sicurezza, dai quali venivano tratte due domande per capitolo, e ulteriori 10, dai quali veniva tratta una sola domanda per capitolo.
Furono lasciate invariate la durata della prova, pari a 30 minuti, e l'idoneità del candidato, che veniva bocciato se commetteva più di quattro errori. Anche con la nuova modalità d'esame una risposta non data equivaleva ad un errore.

## Esame informatizzato dal dicembre 2021
Dal 20 dicembre 2021, il Ministero delle infrastrutture e della mobilità sostenibili ha disposto (per le sole patenti A1, A2, A, B1, B e BE) la riduzione del numero di quesiti (sempre composti da affermazioni vere o false) a 30, del tempo a disposizione a 20 minuti e del numero massimo di errori a tre, come misura per velocizzare le sessioni d'esame durante la pandemia di COVID-19 in corso.
Sono rimasti invariati i database di quesiti ministeriali e le modalità tecniche di sostenimento della prova, con risposta mediante tocco sullo schermo di un dispositivo con tecnologia touch screen, previa identificazione del candidato.
Durante lo svolgimento della prova non è consentito consultare qualsiasi fonte esterna, comunicare con gli altri candidati, allontanarsi dalla propria postazione se non autorizzati, spegnere il PC o disinserire la smart card, tenere attivati telefoni cellulari, radio ricetrasmittenti o qualsiasi apparecchiatura di comunicazione, utilizzare apparecchiature diverse da quelle assegnate o manomettere la postazione. I candidati colti in flagrante violazione di tali disposizioni sono allontanati dall'aula e considerati respinti e denunciati.
Il candidato, durante la prova, ha facoltà di navigare liberamente all'interno della propria scheda, passando da una domanda ad un'altra. Egli può inoltre visualizzare una schermata di riepilogo con tutte le domande e le relative risposte fornite. Infine, fino alla consegna della prova (o allo scadere del tempo), il candidato può modificare le risposte fornite a suo piacimento. Infine, durante lo svolgimento dell'esame non possono essere fornite spiegazioni circa il significato di termini o locuzioni contenuti nelle proposizioni delle domande.
Il verbale della seduta viene stampato ed affisso all'esterno dell'aula e riporta unicamente, accanto al nominativo di ogni candidato/a, se esso/a è risultato/a idoneo/a oppure respinto/a.

## Contestazioni sul contenuto dei quiz
Il testo ufficiale dell'esame informatico è quello in lingua italiana. La traduzione nelle altre lingue costituisce esclusivamente un supporto al candidato per una migliore comprensione delle domande. Contestazioni o ricorsi che il candidato intenda sollevare sul contenuto delle domande devono far riferimento esclusivamente al testo italiano.
A prova conclusa, sia i candidati idonei che quelli respinti possono prendere visione ed ottenere copia digitale della scheda d'esame, con l'elenco delle domande, le risposte date e le risposte corrette tramite il sito Il Portale dell'Automobilista, in base alle norme che regolano il diritto di accesso ai documenti amministrativi.

## Supporto audio
Possono essere ammessi a sostenere l'esame di teoria con quiz informatizzato usufruendo del supporto audio, che consente di ascoltare le domande nella lingua prescelta tra le otto disponibili, i candidati privi di licenza di terza media, privi di cittadinanza italiana e di loro titolo di studio equipollente alla licenza di terza media oppure affetti da patologie che determinano gravi difficoltà nella lettura e/o nella comprensione dei testi scritti. Il supporto audio viene fornito tramite la cuffia collegata al computer della postazione d'esame.
A partire dal 3 gennaio 2011 non è più disponibile la traduzione dei questionari in altre lingue, con esclusione del tedesco e del francese, per le comunità rispettivamente dell'Alto Adige e della Valle d'Aosta.
I candidati affetti da sordomutismo possono sostenere l'esame oralmente; a tale fine devono presentare un'apposita domanda, nella quale devono anche specificare se intendono farsi assistere da un interprete appartenente alle competenti sezioni provinciali dell'Ente nazionale sordomuti. L'esaminatore leggerà le domande contenute in una scheda quiz cartacea e chiarirà, con frasi e vocaboli appropriati, la terminologia ivi esposta.

## Quiz patente AM
Gli esami per il conseguimento del certificato di idoneità alla guida dei ciclomotori e successivamente della patente di categoria AM si svolgevano in modalità cartacea tramite schede contenenti domande d'esame stampate mediante elaborazione meccanografica secondo un metodo di casualità elaborato dall'Istituto Poligrafico.
Successivamente la circolare ministeriale prot. n.20034/23.3.5 del 17 settembre 2014 ha introdotto, a far data dal 1 dicembre 2014, gli esami a quiz informatizzato. Tale tipologia d'esame ha sostituito la precedente e prevede, oltre ad una fase introduttiva e ad un procedimento di autoistruzione del tutto identico a quello previsto per le categorie A e B, la somministrazione di un questionario contenente trenta domande. La prova ha durata di venticinque minuti e si intende superata se il numero di risposte errate non è superiore a tre.